# Kasabian
 Kasabian  — британський інді-рок гурт, створений у 1997 році у Лестері, Англія. Спочатку у складі колективу були: вокаліст Том Мейган (Tom Meighan), гітарист і клавішник Крістофер Карлофф (Chris Carloff), гітарист та бек-вокаліст Серджіо Піццорно (Sergio Pizzorno), басист Кріс Едвардс (Chris Edwars) і барабанщик Еш Хенніс (Ash Hannis). Гурт випустив сім студійних альбомів — Kasabian (2004), Empire (2006), West Ryder Pauper Lunatic Asylum (2009), Velociraptor! (2011), 48:13 (2014), For Crying Out Loud (2017) та The Alchemist's Euphoria (2022). В наш час група складається з Піццорно, Едвардса і барабанщика Іена Меттьюса, який замінив Хенніса у 2004 році.
Стилю гурту притаманне поєднання інді-року та електронної музики. Самі музиканти відмічають, що Madchester-сцена кінця 80-х, сильно вплинула на їхню творчість. На пізніших альбомах відчутно помітний вплив психоделічного та краут-року — музики кінця 60-х, початку 70-х.

## Історія

### Рання доба (1997—2002)
Серджіо Піццорно, вихідець з родини італійських емігрантів, в перший же день, у місцевій школі (Leisland High School), познайомився з хлопцем Крісом Едвардсом, який згодом стане басистом Kasabian. Вокалістом став Том Мейган, який встиг попрацювати на взуттевій фабриці та сталеливарному підприємстві. Піццорно пригадував:
Тоді, коли я познайомився з ним, Том вже був місцевою знаменитістю. Він, мабуть, був найнезвичайнішим хлопцем в окрузі. В нього була іскра особливої енергії: така людина, коли з'являється у кімнаті, електризує всіх оточуючих тільки однією своєю присутністю..
Згодом Піццорно та Мейган вступили до Countesthorpe Community College. Спочатку гурт називався «Saracuse» та робив перші студійні спроби у лестерській студії Bedrock Studios, у якій Кріс Едвардс працював інженером. У гурту не було ударника, тому вони використовували драм-машини. Згодом, в одному з лестерських пабів вони познайомились з Крісом Карлоффом, який став четвертим учасником колективу. Він грав на гітарі та клавішних. Разом вони записали кілька демо-записів, на яких відчутно помітен вплив The Stone Roses. Перше демо-EP було підготовлено групою 24 грудня, 1999 року. Продюсером став Скотт Гілберт (Scott Gilbert). Перший публічний виступ відбувся у Vipers Rugby Club, на святкуванні 18-ліття Кріса, на якому також були присутні його сім'я та друзі. Карлофф прочитав книгу про коммуну ман'яка Менсона, водієм якої була жінка за ім'ям Лінда Касабіан (Linda Kasabian) — тому назву було вирішено змінити на Kasabian. Набагато пізніше, гастролюючи по Японії, вони з'ясували, що японською мовою це слово означає — «м'ясник»

### Дебют (2003—2005)
Їхній дебютний альбом вийшов у Великій Британії 13 вересня 2004 року. Він зайняв одразу четверте місце у британському альбомному чарті і отримав, позитивні відгуки від преси[джерело?]. Деякі з критиків називали цей запис одним з найяскравіших дебютів 2004 року[джерело?].
Для запису альбому група орендувала маленьку студію в віддаленій (на відстані 30 миль від Лестера) молочній фермі. Том Мейган згадує: «Ми свідомо вирішили виїхати подалі від міста. По-перше, щоб відпочити від цивілізації, а по-друге, щоб зосередитися над піснями. У нас, знаєте, багато друзів у місті, так що зосередитися дуже складно». Господар ферми орендував музикантам дві кімнати. Одну вони переобладнали в студію, набивши її доверху інструментами та обладнанням різних епох. З другої зробили спальню. «Це нагадувало Сквот, — згадує Кріс Едвардс. — Ми жили маленької комуною, а продукти і новини нам привозили друзі — поруч навіть магазинів ніяких не було». Під час запису матеріалу, за ударною установкою встигли відсидіти аж три різних барабанщика: Деніел Мартін (Daniel Ralph Martin), Іен Метьюс (Ian Matthews) та Раян Гловер (Ryan Glover), хоча у тур з гуртом вирушив їх старий знайомий Еш Хеніс.
Попри те, що на час випуску диску, вже вийшло два сингли («Processed Beats» та «Reason Is Treason»), гурт не мав успіху у сингл-чарті. Ситуація змінилась після видання третього синглу з дебютного альбому — «Club Foot».
Пісня була написана в перші роки існування колективу. Вона досягла великого комерційного успіху, і стала на той час улюбленою піснею колективу. Вони завжди її виконували на концертах.
У середині вересня гурт вирушив на гастролі — спочатку Великою Британією, а потім Європою та Японією. Один з найфайніших їхніх виступів, стався на фестивалі Гластонбері-2005. По закінченні британського туру пішов Хеніс.

### Empire (2006—2007)
Під час запису другого альбому, Кріса Карлоффа — одного з головних авторів колективу — попросили залишити гурт, через, як було вказано на офіційному сайті, «художньо-творчі розбіжності». Є підстави вважати що Карлофф залишив гурт через особисті причини. Хай там що, але три з дванадцяти пісень другого альбому записані у співавторстві з ним. Відтепер Серджіо Піццорно стає головним автором та аранжувальником колективу. Матеріал записувався разом з Раяном Гловером, як сесійним ударником.
Сам альбом з'явився 26 серпня 2006 року. На підтримку платівки вийшло три сингли: «Empire», «Shoot the Runner» та «Me Plus One». Коли гурт вирушив у тур, місце за ударною установкою зайняв Іен Метьюс — який по завершенню туру став повноцінним учасником колективу.
Влітку 2006-го, Rolling Stones запросили їх у свій тур, Kasabian відкривали концерти легендарної четвірки. 2007 року Kasabian здобув нагороду Best Live Act на церемонії NME Awards.

### West Ryder Pauper Lunatic Asylum (2008—2009)
Наприкінці 2007 року, група випустила EP під назвою «Fast Fuse», з двома новими піснями. Для запису свого нового альбому вони поїхали до Сан-Франциско, де під керівництвом відомого продюсера Дена Накамури (псевдонім — Dan the Automator), вони записували новий матеріал. Серджіо Піццорно так схарактеризував новий запис: «Наш третій диск — це справжня психоделіка в дусі шістдесятих, але при цьому з футуристичним ухилом».

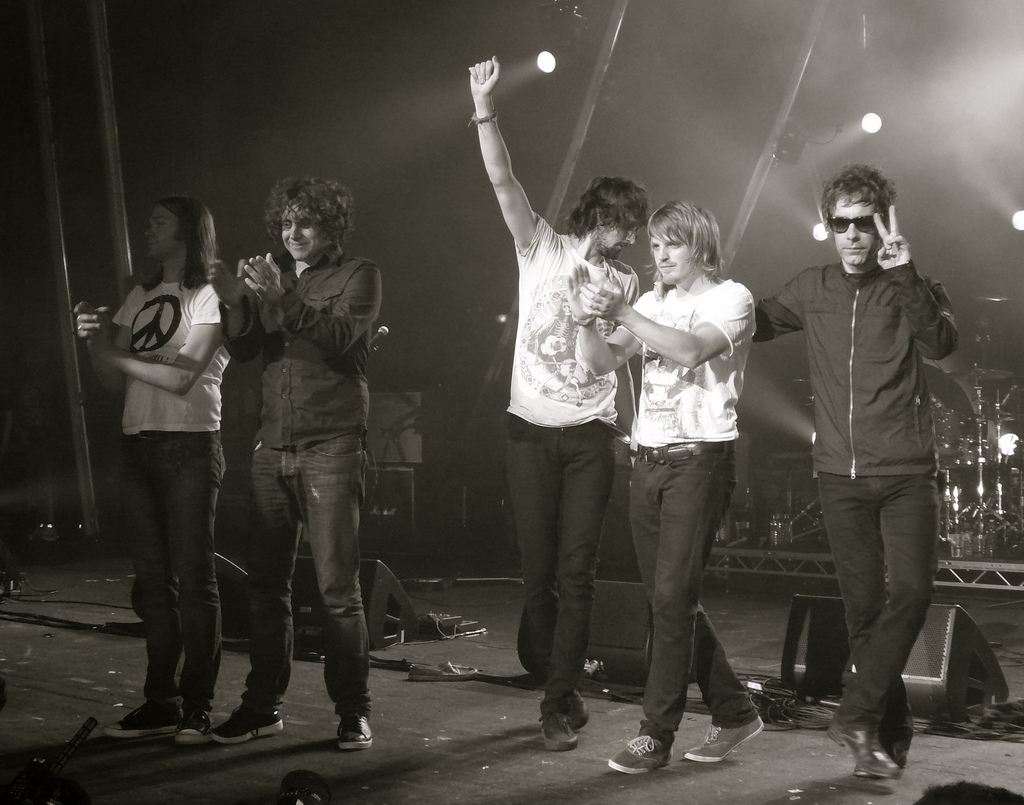
Kasabian, 2009 рік

5 березня 2009, сайт albumvote.co.uk, анонсував дату виходу нової платівки — 8 червня 2009 року, та повідомив її назву — The West Ryder Pauper Lunatic Asylum. Пісня «Vlad the Impaler» (Влад Цепеш), разом з промо-відео, була викладена для безкоштовного скачування протягом чотирьох днів, як прев'ю для нового диску. Головну роль у відео виконав комік Ноель Філдінг. 1 червня 2009 вийшов перший сингл на фізичному носії — «Fire». Пісня стала дуже успішною. Вона піднялась до # 3 місця у чарті. На сьогодні це єдиний випадок потрапляння пісні «Kasabian» у британський TOP-5
На 14 червня 2009, «West Ryder Pauper Lunatic Asylum» посів перше місце у альбомному чарті Британії, і затримався на цій позиції два тижні.
У липні 2009 року альбом був номінований на престижну музичну премію Mercury Prize. У букмекерських списках фаворитів він розділив 1-е місце з Florence and the Machine (5 / 1), однак в остаточному підсумку Премії не отримав.

### Velociraptor! (2010—2011)
10 травня 2010 музиканти повідомили, що гурт засів у студії, у Сан-Франциско та під керівництвом того ж Дена Накамури, працює над новою студійною роботою, яка, на їхню думку, стане «найкращим записом, який вони коли-небудь робили».. Продюсером виступив Ден Накамура. У червні 2011 року група підтвердила, що альбом вийде 19 вересня 2011 року.
7 червня 2011 відбулася прем'єра пісні Switchblade Smiles. Пісня «Days Are Forgotten» була представлена аудиторії 22 липня 2011 в ефірі радіостанцій. 16 вересня 2011 альбом офіційно вийшов в деяких країнах. 19 вересня 2011 альбом вийшов в Росії та Великій Британії. Четвертий студійний альбом, створений на основі натхнення гуртами Nirvana та Pink Floyd.

### Концерт в Україні (2012)
26 березня 2012 року офіційно підтверджено виступ Kasabian у Києві разом з Red Hot Chili Peppers. Концерт відбувся 25 липня на стадіоні НСК «Олімпійський». Того дня концерт відвідали 40 тисяч глядачів.

### 48:13 (2013—2015)
Альбом вийшов 6 червня 2014 року. Тексти й музику написав Сержіо Піццорно. Перед цим група презентувала електронний сингл Eez-Eh та зняла на нього кліп. 30 квітня на виступі у Парижі були вперше зіграні пісні Bumblebeee, Beanz та вперше з 2005 року була виконана Running Battle. А також на Radio 1 офіційно презентовано сингли i Bow. Назва альбому, 48:13, означає загальну тривалість всіх пісень альбому, складених в одне ціле.

### For Crying Out Loud(2016–наші дні)
15 березня 2017 року на австралійському iTunes з'явилась інформація про вихід нового альбому під назвою For Crying Out Loud 28 квітня 2017 року, але пізніше дату релізу зсунули на 5 травня 2017 року. На обкладинці платівки зображений технічний працівник групи Рік Грем.
25 травня 2017 року офіційно анонсували другий виступ Kasabian в Україні в рамках фестивалю Atlas Weekend. Він відбувся 29 червня (2 день фестивалю) на ВДНГ.
6 липня 2020 року було оголошено, що Том Мейган залишає групу через особисті причини, які впливають на його поведінку та самопочуття.
Наприкінці жовтня 2021 року гурт випустив першу пісню без Тома Мейгана — Alygatyr. Роль фронтмена та основного вокаліста на себе взяв Серджіо Піццорно. Раніше він грав на гітарі, виконував бек-вокал та основні вокальні партії в деяких піснях. Замість нього гітаристом та постійним учасником Kasabian став туровий гітарист Тім Картер.

## Уподобання та симпатії
Том Мейган і Серджіо Піццорно — вболівальники футбольного клубу «Лестер». Гурт брав участь у святкуванні здобуття чемпіонського титулу в сезоні 2015/2016.

## Члени гурту
Поточний склад
- Сержіо Піццорно — вокал, гітара, бек-вокал (1997—до сьогодні);
- Кріс Едвардс — бас-гітара (1997—до сьогодні);
- Іен Метьюс — барабани (2004—до сьогодні);
- Тім Картер — гітара (з 2021 — до сьогодні).

Колишні члени
- Том Мейган — вокал (1997—2020);
- Кріс Карлофф — гітара, клавішні (1997—2006);
- Деніел Мартін — барабани (2004), клавішні, ритм-гітара (2007—2009);
- Раян Гловер — барабани (2004, 2006) — сесійний музикант;
- Еш Хенніс — барабани (1999—2004);
- Джей Мелер — гітара (2006—2012).

У турі гурту допомагає
- Бен Кілі — клавішні (2006—до сьогодні);
- Тім Картер — гітара (2013—до сьогодні);
- Гері Алесбрук — труба (2006—до сьогодні).

## Дискографія
- Kasabian (2004)
- Empire (2006)
- West Ryder Pauper Lunatic Asylum (2009)
- Velociraptor! (2011)
- 48:13 (2014)
- For Crying Out Loud (2017)
- The Alchemist's Euphoria (2022)
- Happenings (2024)

## Концерти в Україні
- 26 березня 2012 — на розігріві RHCP[14]
- 29 червня 2017 — Atlas Weekend 2017[15]